# Bronisław Leśniak
Bronisław Leśniak (Szczepanowice, 26 luglio 1939 – Chicago, 13 settembre 1989) è stato un calciatore polacco, di ruolo portiere. Negli USA fu conosciuto con il nome Bruno.

## Carriera[1]
Giocò dal 1957 al 1965 tra le file del Wisla Cracovia.
Nel 1966 passò all'Unia Racibórz, militandovi per una stagione.
Nel 1968 si trasferì negli Stati Uniti, giocando nella stagione 1968 con Chicago Mustangs, raggiungendo con essi il secondo posto della Lakes Division.
L'anno seguente passò ai Chicago Eagles ed in seguito al Blyskawica Chicago.
Al termine della carriera agonistica restò a Chicago ove morì nel 1989.